# Ed Helms
Edward Parker "Ed" Helms, född 24 januari 1974 i Atlanta, Georgia, är en amerikansk skådespelare och komiker.
Mellan 2002 och 2006 var han korrespondent på The Daily Show med Jon Stewart. Helms spelade sedan rollen som Andy Bernard i komediserien The Office mellan 2006 och 2013. Han menar själv att hans riktiga genomslag kom när han spelade rollen som Stuart Price i Baksmällan-trilogin (2009–2013). Helms skapade och spelade en av huvudrollerna i komediserien Rutherford Falls 2021–2022.

## Filmografi (i urval)
- 2002–2009 – The Daily Show (TV-serie)
- 2004 – Blackballed: The Bobby Dukes Story
- 2007 – Evan den allsmäktige
- 2007 – I'll Believe You
- 2007 – Walk Hard: The Dewey Cox Story
- 2006  –  2013 – The Office (TV-serie)
- 2008 – Semi-Pro
- 2008 – En shopaholics bekännelser
- 2008 – Ett UFO i New York
- 2008 – Harold & Kumar Escape from Guantanamo Bay
- 2009 – Monsters vs Aliens (röst)
- 2009 – Natt på museet 2
- 2009 – Baksmällan
- 2009 – The Goods: Live Hard, Sell Hard
- 2009 – The Smell of Success
- 2011 – Baksmällan: Del II
- 2011 – Kickoffen
- 2011 – Jeff, Who Lives at Home
- 2012 – Lorax (röst)
- 2013 – Baksmällan del III
- 2013 – Familjetrippen
- 2014 – Someone Marry Barry
- 2014 – They Came Together
- 2014 – Stretch
- 2015 – Ett päron till farsa: Nästa generation
- 2015 – Love the Coopers
- 2017 – Kapten Kalsong: Filmen (röst)
- 2020 – Coffee & Kareem